# عمر بلمير
عمر بلمير (19 يوليو 1994  -)، مغني مغربي. يدرس الاقتصاد قدم العديد من الأغاني بمشاركة شقيقته الكبرى رجاء وحقق شهرة خليجية وعربية، كانت بدايته بالصدفة عندما قام بمشاركة شقيقته بغناء أغنية «أنتي» للمغني سعد المجرد ونشر مقطع لهما باليوتيوب حتى حقق نسبة مشاهدة عالية ساهمت بشهرتهما، قدم مع شقيقته العديد من الفيديوهات كليب أشهرها «مال الزين».

## أعماله

### فيديو كليب
| سنة الطرح | اسم الأغنية                     | المخرج       |
| --------- | ------------------------------- | ------------ |
| 2014      | بيني وبينك - بمشاركة رجاء بلمير | إناس الجاد   |
| 2016      | مال الزين - بمشاركة رجاء بلمير  | زاكي         |
| 2017      | يحسد - بمشاركة رجاء بلمير       | زاكي         |
| 2017      | قولو - بمشاركة رجاء بلمير       | المهدي حمدون |
| 2018      | سدينا- بمشاركة رجاء بلمير       |              |